# Princess Tutu
Princess Tutu (プリンセスチュチュ Purinsesu Chuchu?) là anime về một câu chuyện hư cấu, lấy ba lê làm chủ đề, thuộc dòng anime magical-girl. Được tạo ra bởi bà Ikuko Itoh vào năm 2002 cho xưởng phim hoạt hình Hal Film Maker. Bộ anime nhiều tập này được chia làm hai phần chính: Phần đầu được phát sóng vào năm 2002 và phần sau phát sóng năm 2004 tại Nhật Bản. Sau đó được chuyển thể thành manga. Cả anime và manga của Princess Tutu đều được ADV Films cấp phép phát hành tại Bắc Mỹ, năm 2004.
Nôi dung bộ phim mở rộng khái niệm của "định mệnh" và "khát vọng được tự do". Phần lớn người xem nhận xét rằng mặc dù Princess Tutu, trên danh nghĩa là phim về magical-girl, thật ra thiên về "ba lê dựa trên một loạt chuyện cổ tích với một ít yếu tố của magical-girl,". Việc dùng vũ điệu ba lê để giải quyết rắc rối thay cho vũ lực đã đem lại hiệu quả bất ngờ về tính hấp dẫn của bộ phim.
Điểm đặc sắc nhất của bộ phim chính là phần âm nhạc.

## Cốt truyện
Lưu ý: Đây là phần tóm tắt cả bộ phim, xin đừng đọc nếu bạn chưa xem hết tập cuối, thay vào đó nên xem giới thiệu phim.
Ngày xưa, Drosselmeyer ở thị trấn Gold Crown sở hữu khả năng đặc biệt là biến những câu chuyện hư cấu do mình viết ra thành hiện thực. Mọi người dần dần vì sợ hãi đã chặt tay để ông không viết truyện được nữa. Drosselmeyer qua đời, để lại một tác phẩm chưa hoàn thành: Hoàng Tử và Con Quạ (The Prince and The Raven). Câu chuyện vì thế không có hồi kết. Hoàng Tử và Con Quạ do quá mệt mỏi với cuộc chiến bất tận này, đã thoát khỏi câu chuyện ra thế giới thực. Hoàng Tử sau đó tự đâm vỡ trái tim mình để phong ấn Con Quạ. Từ đó anh ta mất hết cảm xúc.
Cậu bé Fakir thấy Hoàng Tử cứu giúp mọi người mà không màng đến sự an toàn của mình, mang Hoàng Tử về và tự hứa sẽ bảo vệ anh ta. Fakir đặt tên Hoàng Tử là Mytho, nghĩa là "truyện thần thoại" (Myth/ Mythology).
Drosselmeyer đã chế tạo một cỗ máy để ông có thể tiếp tục theo dõi những câu chuyện của mình sau khi chết. Có một chú vịt con ao ước được nhìn thấy nụ cười của Hoàng Tử và được nhảy với anh ta. Drosselmeyer quyết định tặng cho nó một sợi dây chuyền. Vịt con nhờ dây chuyền hóa thành người với tên "Ahiru", nghĩa là vịt. Nhiệm vụ của cô là hóa thành Princess Tutu (Công chúa ba lê) thu thập những mảnh trái tim bị vỡ của Mytho. Khi kêu Quạc thì cô sẽ hóa thành vịt, còn muốn trở lại thành người thì dội nước lên.
'"Tuy được chúc phúc với sắc đẹp, sự thông minh, và sức mạnh, nhưng Princess Tutu không được ở bên Hoàng Tử. Ngay giây phút thổ lộ tình cảm của mình, cô hóa thành tia sáng rồi tan biến.", The Prince and The Raven
Món quà của Drosselmeyer không phải do tốt bụng mà chỉ vì ông ta muốn câu chuyện của mình được bắt đầu lại. Nhưng câu chuyện không thể bắt đầu trừ khi có đủ nhân vật. Mấu chốt ở chỗ, không ai trong truyện muốn đóng vai Princess Tutu. Vì thế ông chọn một con vịt có xuất xứ ngoài truyện. Câu chuyện bị điều khiển bởi Drosselmeyer, tất cả mọi người đều bị ông ta giao một vai trò.
"Không ai ngoài cô có thể chấp nhận số phận của Princess Tutu với nụ cười luôn trên môi!", Fakir
Rue, người yêu của Mytho, cùng là Princess Kraehe, con gái của Con Quạ. Cô tưởng Con Quạ là cha mình cho tới khi phát hiện ra bản thân thật sự chỉ là một con người bình thường, bị Con Quạ bắt cóc và nuôi bằng máu của nó. Suốt phim Princess Kraehe đóng vai phản diện, luôn đối đầu với Princess Tutu do sự ích kỉ và ghen tỵ. Mặt khác, Rue chỉ là một cô gái luôn muốn quên đi dòng máu quạ trong mình. Ahiru coi Rue như bạn, cả khi biết Rue là Princess Kraehe.
"Ai bảo tình yêu của Odile (Thiên nga đen trong vở Hồ Thiên Nga, vai của Rue) là không tinh khiết?", Thầy Mèo.
Càng lấy lại các mảnh trái tim, tuy chỉ là những mảnh của sự "đau khổ", "sợ hãi", "cô đơn"... Mytho càng yêu mến Princess Tutu. Nhưng Ahiru không dám nói cho Mytho biết đó là cô, vì cô chỉ là một con vịt.
Trong "The Prince and The Raven", Fakir đóng vai Hiệp Sĩ và bị giết thảm bời Con Quạ. Ahiru ghét Fakir vì anh ta luôn chống đối Princess Tutu, nhưng Fakir thật ra không muốn mọi người phải chịu số phận trong truyện. Princess Kraehe đối đầu Princess Tutu vì không muốn mất Mytho. Cả Rue và Fakir đều tin rằng tốt hơn không nên để câu chuyện bắt đầu, nhưng nó đã bắt đầu rồi: Mytho muốn Princess Tutu thu thập cảm xúc lại cho mình.
Edel, nhân vật phụ quan trọng, là con rối được Drosselmeyer tạo ra từ gỗ Cây Sồi thần. Edel biết hết mọi câu chuyện để giúp đỡ Ahiru, theo yêu cầu của Drosselmeyer. Xuyên suốt truyện, Edel từ một con rối không cảm xúc, khi ngắm nhìn Ahiru, đã tự hỏi cảm xúc là gì. Kết thúc phần một Edel hi sinh cứu Fakir. Fakir đem những mảnh gỗ còn sót lại, đóng thành cô bé Uzura, Uzura là kiếp sau của Edel, nhưng có cảm xúc. Mất Edel, câu chuyện của Drosselmeyer mất định hướng: không ai biết chuyện gì sẽ xảy ra tiếp theo. Lần lượt Fakir và Ahiru đều thoát chết không giống như trong truyện. Mytho bị Princess Kraehe nhúng mảnh trái tim "tình yêu" vào máu của Con Quạ trước khi trả về.
Khi mảnh trái tim đó bắt đầu phát huy ma thuật, Hoàng Tử trở thành nô lệ của Con Quạ. Những ngày cuối cùng, Mytho cảm thấy không thể chống lại máu của Con Quạ được nữa, đã thầm gọi Princess Tutu và làm động tác ba lê thể hiện "Ta yêu nàng", coi như lời cuối. Sau đó biến thành một Hoàng Tử ích kỉ, lợi dụng các cô gái để dâng trái tim của họ cho Con Quạ đang đói. May thay, Princess Tutu ngăn cản hết mọi âm mưu của họ. Cô bất lực nhìn Mytho càng xa tầm với.
Fakir biết mình thuộc dòng dõi Drosselmeyer: anh có thể biến truyện viết thành sự thật. Hồi nhỏ do viết truyện mà vô tình làm cha mẹ ruột mình chết, Fakir không bao giờ viết nữa. Nhờ Ahiru thuyết phục, Fakir tìm cách viết lại nhưng không đủ sức thay đổi câu chuyện của Drosselmeyer. Trong một lần cứu Ahiru, Fakir phát hiện ra anh có thể viết truyện cho Ahiru.
Khi các mảnh trái tim được thu thập gần hết, Con Quạ quyết định ăn trái tim của Hoàng Tử. Rue hi sinh thay cho Mytho. Anh bừng tỉnh. Nhận ra tình cảm của Rue bấy lâu mà anh không cảm nhận được, cộng với sự cảm thông về nỗi đau mang dòng máu Quạ mà Rue đã phải một mình trải qua từ nhỏ, Mytho thề rằng sẽ lấy Rue, người con gái được nuôi lớn bằng máu Quạ, làm vợ. Mytho xin Princess Tutu trả lại mảnh trái tim cuối cùng của mình: chính là sợi dây chuyền đã biến cô thành người và thành Princess Tutu...
"Ta biết nàng sẽ quay lại. Những mảnh trái tim mà nàng đã trả lại, 'yêu', 'thương', 'buồn', 'cô đơn'... Tất cả đều bảo với ta rằng Tutu chắc chắn sẽ đến, không một chút nghi ngờ." Mytho.
Trong lòng Ahiru không muốn nên sợi dây không chịu ra. Cô trầm mình theo lời Drosselmeyer: nếu cô chết nó sẽ tự bay về với Mytho. Fakir vùng gượng lại sự điều khiển của Drosselmeyer đi cứu Ahiru, hứa sẽ ở bên cô mãi mãi dù sau này có ra sao. Uzura lúc này đã biết khóc khi biết Ahiru sẽ không làm người nữa.
Bài hát mở đầu của Princess Tutu, "Morning Grace", có cảnh Fakir làm tư thế ba lê "Ta yêu nàng" như báo trước rồi.
Kết: Vịt con Ahiru đã mang lại "hi vọng" cho tất cả mọi người trong câu chuyện. Sau khi Princess Tutu trả lại sợi dây, Mytho cứu Rue và họ cùng nhau tiêu diệt Con Quạ. Ahiru cùng Fakir chống lại định mệnh, chống lại sự sắp đặt của Drosselmeyer, đã đưa câu chuyện của Hoàng Tử một kết thúc có hậu. Mytho tên thật là Hoàng Tử Siegfried (trong kịch bản Hồ Thiên Nga, Siegfried là hoàng tử đã thề yêu lầm Odile thay vì Odette). Cuối cùng Siegfried cưới Rue về vương quốc của mình. Uzura với Drosselmeyer đi đến thế giới của những câu chuyện khác.
Trong khung cảnh vịt con bơi dưới hồ và Fakir cầm bút viết khi đang câu cá, tác giả viết "Và ngày xửa ngày xưa, có một người đàn ông bắt đầu viết truyện, một câu chuyện mang đầy "hi vọng", chỉ mới bắt đầu".

## Ngoài truyện
Cái tên Drosselmeyer trong vở ba lê Kẹp Hạt Dẻ là cha đỡ đầu của bé Clara. Ông tặng cô bé một món quà mở ra một thế giới trong mơ đầy kì ảo. Ahiru trong vai cô bé Clara. Drosselmeyer là người tặng Ahiru món quà khiến vịt con hóa thiên nga.
Phần một, tập 4, câu chuyện về hồn ma của các thiếu nữ Wili được dựa trên vở ba lê Giselle. Phần âm nhạc trong tập này cũng từ đó mà ra. Princess Tutu trong vai nàng Giselle, cô gái quê yêu chàng công tước cao sang. Mytho là Hoàng Tử, quá cao sang so với vịt con.
Phần một, tập 6, được dựa trên vở ba lê Người đẹp ngủ trong rừng, phần âm nhạc cũng lấy từ vở này. Mytho trong vai người đẹp: bị mất trái tim—đang ngủ say. Câu hỏi là liệu nhân vật chính có muốn thức dậy—thu thập lại trái tim—hay không.
Phần một, tập 9, được dựa trên câu chuyện Đôi Giầy Đỏ. Rue trong vai cô bé Karen, bị trói buộc bởi đôi giầy tội lỗi không thể thoát ra được. Đôi giầy đỏ là đôi giày ba lê đen của Princess Kraehe
Phần một, tập 10, là truyện cổ tích Cô bé Lọ Lem. Princess Tutu trong vai Cinderella: Cinderella phải bỏ chạy sau khi phép thuật hết hiệu nghiệm—Princess Tutu cũng giấu thân phận vịt của mình. Nhưng thay vì Hoàng Tử nhặt được chiếc giày thủy tinh, Fakir nhặt được sợi dây chuyền phép của Princess Tutu.
Phần một, tập 11, là vở ba lê cổ điển La Sylphide, Mytho trong vai James, người bị bà phù thủy lừa gài bẫy nàng Tiên gió. Pricness Tutu trong vai nàng Tiên gió. Princess Kraehe là mụ phù thủy. Vì muốn trói buộc nàng Tiên gió với mình mà James đã bị mụ lừa giết nàng. Cùng nội dung, Kraehe ếm bùa món quà của Mytho, gián tiếp trói Tutu bằng tình cảm của anh.
Cuối phần một, tập 13, khi Princess Tutu đối đầu với Princess Kraehe, bối cảnh bộ phim dựa trên vở ba lê nổi tiếng Hồ Thiên Nga. Thiên nga trắng, Odette, là Princess Tutu. Còn Thiên nga đen, Odile, là Princess Kraehe.
Phần hai, tập 15, điệu múa ba lê của Pike và phần âm nhạc được dựa 
trên vở ba lê Coppelia: Swanhilde giả vờ làm búp bê Coppelia—Pike tự 
nguyện biến mình thành con rối. Franz nhân danh tình yêu mà hy sinh bản 
thân—Pike cũng làm vậy.